# 潤滑脂

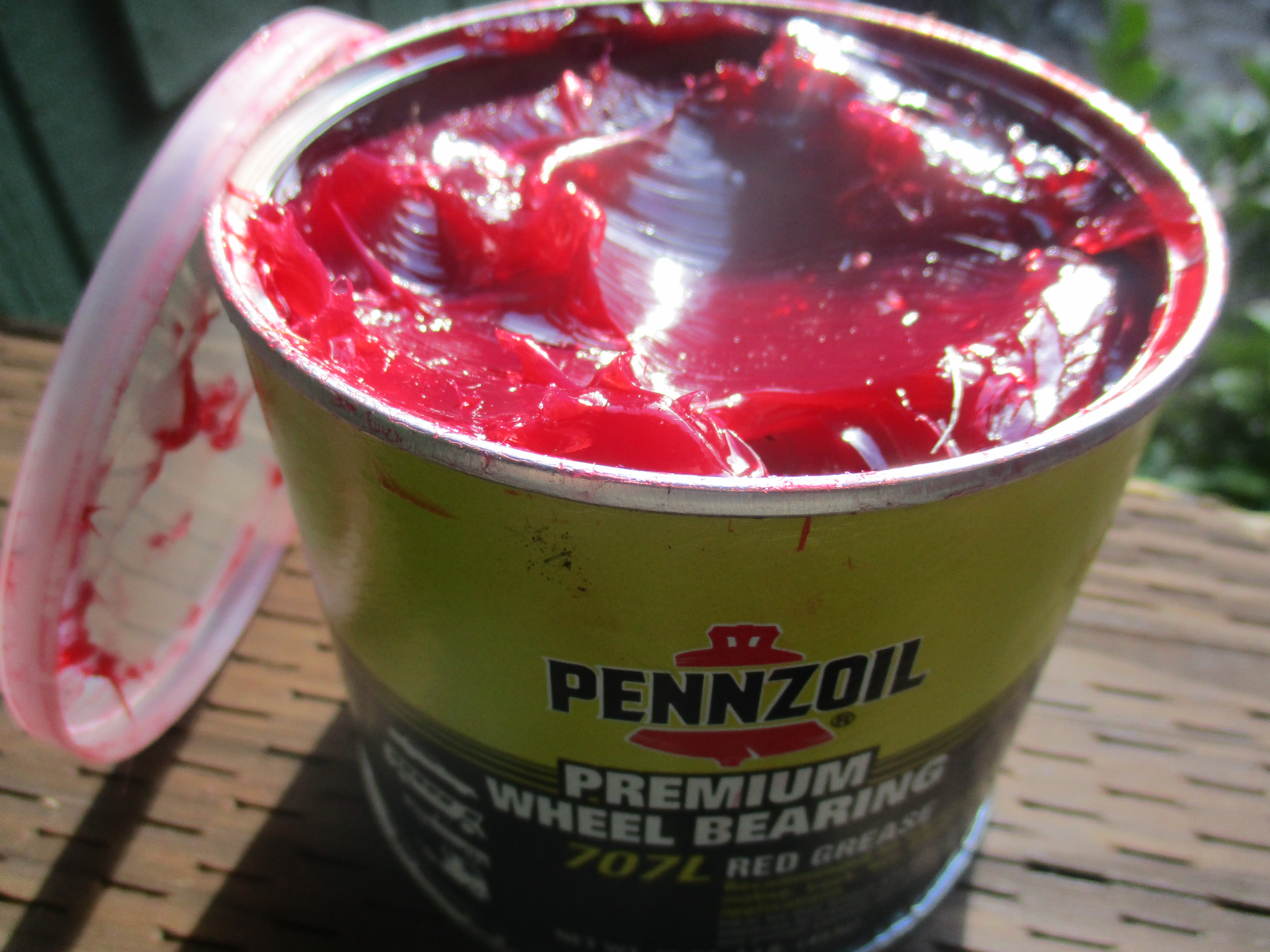
適用於汽車應用的紅色車輪軸承潤滑脂。

潤滑脂（英語：grease）乃是在基礎油加入增稠劑與潤滑添加劑製成的半固態機械零件潤滑劑。潤滑脂俗稱黃油、牛油，因為潤滑脂是半固態的油膩物質且多半呈深淺不一的黃至乳白色，與一般人習見的奶油、牛油很像，因而得名。
潤滑脂的「脂」字和動物性油脂、化學的脂肪酸脂肪族沒有關係。動物性脂肪主要是三酸甘油脂、甘油與脂肪酸所組成，只是熔點較高的有機化合物，加熱即可融化、冷卻即可固化。
但潤滑脂是以增稠劑（thickener）吸附液態基礎油而成，加熱到滴點（Dropping point）以上會融化，冷卻後無法恢復半固態，因為滴點是增稠劑的永久失效溫度。

## 潤滑機制
一般中高度負荷、持續運轉的機械設備零件，摩擦點的潤滑功能主要由潤滑脂內所攜帶的基礎油與潤滑添加劑所提供的，增稠劑有輔助性的潤滑效果，但增稠劑在摩擦點的高應力持續作用下會被碾碎，而在摩擦點周邊的潤滑脂持續釋放基礎油與潤滑添加劑、滲透到摩擦點繼續提供潤滑作用。
潤滑脂本身是半固態的，愈軟的潤滑脂流動性愈佳，因此摩擦點周邊的潤滑脂可以逐漸回流到摩擦點，摩擦點的熱量也有助於提昇周邊潤滑脂的流動性以促進其回流。若是高速/高摩擦頻率的元件，需要較低的回流速率，也就是較硬的潤滑脂，以避免摩擦面需頻繁將潤滑脂體排開而增加阻力。
使用半固態的潤滑脂，而非完全液態的潤滑油，主要的時機有：
1. 機構設計使摩擦點開放，或無法完全密封
2. 機械並非固定設施，例如電鑽，除非將潤滑油注滿整個空間，否則改變位置即可能導致油體無法接觸摩擦點
3. 摩擦速度或頻率非常高，使用液態油會有大量攪動阻力與氣泡生成

## 基本參數
除了潤滑性能相關的參數外，評估潤滑脂時主要必須參考的因素：
- 基礎油成份：使用哪一種基礎油決定了很多適用條件
- 基礎油黏度：基礎油的黏度決定了適用的摩擦速度
- 增稠劑種類：與基礎油成份一同決定了潤滑脂的很多適用條件
- 稠度(Consistency)：稠度代表潤滑脂的固態程度[4][5]
  - 原始的稠度數據是以金屬錐體置於一罐潤滑脂的表面，在25°C量測在5秒內沈入的深度，稱為針入度或錐入度，數據為0.1 毫米 (例如：沈入25 毫米，則紀錄250)，公認的測試標準有DIN ISO 2137, ASTM D 217
    - 針入度有一定程度的重現誤差，因此一般是紀錄一個區間，例如265~295

  - 潤滑脂的產品規格上，一般呈現的是捏和針入度(worked penetration)，因為幾乎所有潤滑脂在受到一段時間的機械應力後，其針入度都會有所上昇(軟化)，因此在出廠前取樣測試針入度，須先以篩板活塞擠壓罐內潤滑脂60次以模擬潤滑脂受到的機械應力再行測量
    - 某些潤滑脂產品係針對高稠度穩定性要求而開發的，須量測10萬次捏和後的針入度，與60次捏和針入度相比，變化較少代表其稠度較不易因機械應力而下降，稠度穩定性在潤滑業稱之為機械穩定性(mechanical stability)[6]

  - 由於針入度表現方式較為不便使用，國家潤滑脂協會（英语：National Lubricating Grease Institute）（NLGI）制定了稠度號數系統（NLGI Grade），將稠度最高(針入度85-115)定為6號，稠度最低(針入度445-475)定為000號。號數愈高表示潤滑脂愈「硬」、「稠」。

潤滑脂的主要規格應該包括上述參數以及主要用途，例如：
「基礎油為40°C黏度40cSt的PAO+有機酯、NLGI 2號、複合鋁基皂增稠的軸承專用潤滑脂」。
黏 vs. 稠基礎油黏度高叫作黏(stiff, tough)、黏度低叫作薄(thin)；潤滑脂稠度高叫作稠(thick)、稠度低叫作稀(thin)

## 增稠劑
液態的基礎油加入增稠劑之後即形成半固態的潤滑脂，增稠劑就其製造方式與結構而言有兩大類：皂基與非皂基。磺酸鈣是新興的第三類增稠劑，但目前仍少有商業化成品。固體潤滑劑也可以用來增稠。
食品級潤滑脂的增稠劑只能採用非皂基、鋁基/複合鋁基皂，或者特殊固體潤滑劑。

### 皂基增稠劑
皂基增稠劑是皂化反應的產物，和民生用肥皂的原理是一樣的。但潤滑脂增稠劑的皂基反應，很少使用氫氧化鉀、氫氧化鎂，早期氫氧化鈉製成的鈉基皂增稠劑也很普遍，但由於其易水解、易軟化的原因，現在高性能潤滑脂已很少採用鈉基皂了。最為普遍的是鋰基皂、鈣基皂以及鋁基皂，極少一部份廠商有能力製作鋇基皂增稠劑。
皂基增稠劑為纖維狀物質，長度一般在1~100 微米，直徑為長度的1/10~1/100，纖維愈細的皂分子吸油效果愈佳，因此纖維較粗的皂基增稠劑就需要較高含量才能達到同樣的稠度。
皂基增稠劑又分為簡單皂基(simple soap)與複合皂基(complex soap)。前者為金屬鹼(Alkali)與單一有機酸的反應產物，最常見者為簡單鋰基皂(Simple Li Soap)，其中氫氧化鋰與12-羥基硬脂酸形成的簡單鋰基皂雖然成本較高，但效能明顯優於一般鋰基皂，甚至接近複合皂。
複合皂增稠劑是金屬鹼與多種有機酸同時反應的產物。複合皂基一般有較高的耐溫、防水、對金屬黏附、耐應力的性能。其中較為突出的是：
1. 複合鋰基皂：成本與綜合性能的最佳折中選擇，因此是所有複合皂增稠劑中使用最廣泛的[14]
2. 複合鈣基皂：比複合鋰基皂有良好的抗壓性、防水性與防蝕性
3. 複合鋇基皂：最強的抗壓、抗應力、防水防蝕性能，但流動性不佳
4. 複合鋁基皂：對金屬有最佳的黏附性，優良的流動性，適合大面積刮動摩擦的潤滑

### 非皂基增稠劑
非皂基增稠劑一般常見的有三種：聚氨酯(Polyurea, PU, 俗稱聚脲)、聚四氟乙烯(PTFE)、矽酸鹽(silicate)。除了聚氨酯外，其它非皂基增稠劑都只適合低速摩擦使用。
非皂基增稠劑普遍有250°C以上的滴點甚至根本沒有滴點。例如矽酸鹽增稠劑(又稱為黏土或膨潤土增稠劑)，常被用來製備無滴點潤滑脂，但無滴點並不能表示潤滑脂適用非常高的溫度(一般矽酸鹽增稠劑在接近300°C的溫度開始分解)，主要視潤滑脂的基礎油是否能在該溫度下保持穩定。雖然矽酸鹽增稠劑可耐高溫，但其機械穩定性低、防水性不佳，且某些極壓添加劑難以溶入矽酸鹽增稠的潤滑脂中，因而侷限了其應用。矽酸鹽增稠的潤滑脂常用於低速大滑動面積的摩擦機件，例如氣體閥門。
聚氨酯增稠劑常用於高溫(100~200°C)、高速或靜音軸承潤滑脂中，有良好的流動性、抗氧化性、耐溫性、機械穩定性。
聚四氟乙烯增稠劑尺寸從0.1~數十 微米不等，由於聚四氟乙烯的吸油效率較差，需要較高含量的增稠劑，因而成本高昂，大多用來增稠全氟聚醚油，製備俗稱的氟化脂。氟化脂一般呈近乎純白色，比重~1.9g/cm3，是一般潤滑脂的兩倍重。

### 磺酸鈣增稠劑
另有一種特殊增稠劑，乃是皂化反應與多種鹽化反應結合而成的複雜工藝產品，即磺酸鈣(Calcium Sulfonate)。磺酸鹽普遍使用於內燃機機油中作為清淨劑以去除油泥、酸性物質。但磺酸鈣被發現也可以有增稠劑般的吸油作用，而且本身即有抗壓抗磨等潤滑添加劑的特性，因而使用磺酸鈣增稠的潤滑脂可以省去很多潤滑添加劑成本，這使得磺酸鈣潤滑脂近年來受到很大的關注。

磺酸鈣增稠劑製成的潤滑脂有非常突出的防水性能，因而特別是戶外機具、船上設備，更是適合使用。但目前以磺酸鈣增稠的潤滑脂產品種類仍屬極少數。

### 固體潤滑劑增稠
大部份固體潤滑劑都有增稠效果，例如聚四氟乙烯(PTFE)便是很常見的增稠劑兼固體潤滑劑。其它六方晶型、有機金屬化物型的固體潤滑劑也可以增稠，但固體潤滑劑通常吸油效率較差，因此單純使用固體潤滑劑增稠需要較高重量比例導致較低流動性，且固體潤滑劑本身僅適合潤滑低速摩擦，因此固體潤滑劑增稠的潤滑油、脂通常歸類為「潤滑膏」(Lubricating Paste)，專門用來潤滑緊固件、極低速高負荷摩擦件，以及緊配合的押入裝配件等等。

## 釋油率
釋油率(Oil Release, Oil Bleeding, Oil Seperatoin)又稱離油度，指潤滑脂體釋出液態基礎油的速率。一般使用DIN 51817(40°C, 7日)與ASTM D 6184/FTMS 791C321.3(100°C或任何更高的溫度, 22~30hrs)，以及JIS K 2220 5.7(100°C, 24hrs)的測試標準。名目釋油率可用來評估潤滑脂適用於高速(需要低釋油率)或低速/重負荷(需要高釋油率)元件。
潤滑脂即使靜置不動，也會自然釋油。但受到應力作用時釋油率會大幅昇高。例如，從脂體中舀出潤滑脂所留下的坑洞很快就會累積釋出之基礎油，因為挖掘時對坑洞週邊的潤滑脂施加了應力。0.25psi的應力一般即可迫使潤滑脂開始釋油。
雖然沒有公定標準，一般而言<3%屬於低釋油率潤滑脂，>8%則是高釋油率潤滑脂。

## 脂的黏度
脂是半固體，反之也是半流體。因此也有黏度。然而潤滑脂產品說明書上黏度一般只會是「潤滑脂所含的基礎油的動力黏度」，很少潤滑脂產品會標明其潤滑脂整體的黏度。使用者觸摸潤滑脂時感覺的黏稠性，乃是脂體本身整體黏度，而非內含基礎油的動力黏度，然而後者才是多數潤滑機件所需的潤滑性能重要參數。除了潤滑脂製造商自行公佈的資料外，若需要知道一潤滑脂內所含基礎油的動力黏度，必須以溶劑將基礎油萃取出來之後以黏度計分析。
潤滑脂的整體黏度代表其流動性，潤滑脂所含基礎油的黏度與潤滑脂的整體黏度無關。一般潤滑脂的整體黏度以絕對黏度(Absolute Viscosity), 又稱動態黏度(Dynamic viscosity)表示之，常用單位為cP(=mPa·s)，而基礎油則以動力黏度(Kinematic Viscosity)表示，常用單位為cSt(=mm2/s)。基礎油一般為牛頓型流體，動力黏度與動態黏度可互相換算，由於動力黏度測量較易且較精確，故一般潤滑油黏度均以動力黏度標示，潤滑脂是非牛頓流體，因此只能以動態黏度表示且無法換算其動力黏度。
潤滑脂是一种剪切稀化的非牛頓流體，在固定溫度下其黏度(流動阻力)隨摩擦的剪切速度而定，因此標示潤滑脂的總體黏度必須同時標示該黏度的測試溫度與摩擦速率，並以多組數值或三維曲面描述其隨溫度、摩擦速率的變化程度。 然而這個資訊對潤滑脂的使用者而言幾乎毫無意義，使用者只需要瞭解候選潤滑脂的大致流動性即可，只有在很特別的機會才需要對潤滑脂的流動性有更精確的掌握與調整。 稠度大致上已經可以滿足使用者對流動性的掌握需求。

## 適用溫度

### 最低適用溫度
潤滑脂的最低適用溫度，取決於所含的基礎油的傾點以及增稠劑本身在低溫的流動性、釋油能力，一般以DIN 51805的流動性測試來決定受測潤滑脂在多低的溫度仍有可接受的流動性，作為該潤滑脂的最低適用溫度。也可以透過扭力測試（例如IP 186/93)，當潤滑脂在某一溫度時的起動/持續扭阻力達到於規範最高值時，以該溫度作為潤滑脂的最低適用溫度。

### 最高適用溫度
很多機械設備零件工程人員認為滴點是潤滑脂的失效溫度，然而事實上潤滑脂的基礎油有可能在遠低於滴點時就已劣化或揮發殆盡，最高適用溫度取決於更多因素，滴點只是其中一項而已。
潤滑脂的最高適用溫度沒有業界標準定義，完全要視該潤滑脂的設計用途與預計使用時間而定。例如某一潤滑脂的設計用途是供「有連續潤滑系統的150°C的軸承」使用，則該潤滑脂只要能在150°C 維持數分鐘到數小時即可標示其最高適用溫度至少150°C。但如果使用者誤將此潤滑脂用於150°C的免潤滑(或保養週期長達1週~1季)軸承，就一定會導致軸承失效。

### 書目
- Lubrication Fundamentals, D. M. Pirro, A. A. Wessol, 2nd Edition, ISBN 0-8247-0574-2
- Chemistry and Technology of Lubricants, Chapter 14, G. Gow, 3rd Edition, ISBN 978-1-4020-8661-8
- Lubricating Grease Manufacturing Technology, Yu.L. Ishchuk, 2006
- Lubricants and Lubrication, Theo Mang,Wilfried Dresel, 2nd Edition, 2007
- Significance of Tests for Petroleum Products, Salvatore J. Rand, 2003, ISBN 0-8031-2097-4
- Synthetic Lubricants and High-Performance Functional Fluids, Paul A. Bessette and David S. Stone, Chapter 23, ISBN 0-8247-0194-1

## 外部連結
- 美國陸軍工程兵團 潤滑脂定義和應用指南 (PDF file)